# Archidium hallii
Archidium hallii är en bladmossart som beskrevs av Coe Finch Austin 1877. Archidium hallii ingår i släktet Archidium och familjen Archidiaceae. Inga underarter finns listade i Catalogue of Life.